# Usha Kiran
Usha Kiran  (22 avril 1929 - 9 mars 2000) est une actrice du cinéma indien. Au cours d'une carrière qui s'étend sur plus de quatre décennies, elle a joué dans plus de 300 films hindi, marathi et gujarati, notamment Daag (en) (1952), Patita (en) (1953), Baadbaan (en) (1954), Chupke Chupke (en) (1975), Mili (en) (1975) et Bawarchi (en) (1972). Elle a également été la shérif de Mumbai (en) de 1996 à 1997.

## Carrière
Usha Kiran commence sa carrière d'actrice sur scène avec la pièce marathi Ashirwad de Motiram Gajanan Rangnekar (en). Elle entre dans l'industrie cinématographique hindi avec un petit rôle dans le film de danse dramatique Kalpana (en) (1948) d'Uday Shankar. Elle joue ensuite dans de nombreux films hindi populaires tels que Nazrana (en) (1961), Daag (en) (1952) et Baadbaan (en)(1954), pour lequel elle remporte le tout premier Filmfare Award de la meilleure actrice dans un second rôle en 1955). Elle joue également dans Kabuliwala (en) (1961), Patita (en) (1953), Mili (en) (1975), Bawarchi (en) (1972) et Chupke Chupke (en) (1975).
Parmi ses films marathis célèbres figurent Shikleli Bayko, Jasach Tase, Postatli Mulgi, Dudh Bhakar, Stree Janma Hi Tuzi Kahani, Kanyadaan, pour lequel elle  reçoit le prix de la meilleure actrice décerné par le gouvernement du Maharashtra, Gariba Gharchi Lek et Kanchanganga.

## Filmographie (partielle)
- Kalpana (en) (1948)
- Garibi (1949)
- Shri Krishna Darshan (1950)
- Raj Rani (1950)
- Gauna (1950)
- Bhagwan Shri Krishna (1950)
- Shri Vishnu Bhagwan (1951)
- Sarkar (1951)
- Maya Machhindra (1951)
- Madhosh (1951) - Raina
- Mard Maratha (1952)
- Lal Kunwar (1952)
- Dhobi Doctor (1952)
- Daag (en) (1952) - Pushpa 'Pushpi'
- Patita (en) (1953) - Radha
- Husn Ka Chor (1953)
- Dhuaan (1953)
- Dost (1954)
- Aulad (1954)
- Shobha (1954)
- Samaj (1954)
- Badshah (1954)
- Baadbaan (en) (1954)
- Adhikar (en) (1954) - Usha
- Oot Patang (1955)
- Bahu (1955)
- Guru Ghantal (1956)
- Parivar (1956)
- Ayodhyapati (1956)
- Anuraag (1956)
- Aawaz (1956) - Bela
- Raja Vikram (1957)
- Musafir (1957) - Uma
- Jeevan Saathi (1957)
- Dushman (1957) - Sheela
- Trolley Driver (1958)
- Shikleli Baiko (1959)
- Saata Janmachi Sobti (1959) - Pramila Jadhav / Pramila M. Mohite
- Mehndi Rang Lagyo (en) (1960) - Alka
- Kanyadaan (1960)
- Dil Bhi Tera Hum Bhi Tere (en) (1960) - Prema
- Kabuliwala (en) (1961) - Rama, mère de Mini.
- Tanhai (1961)
- Nazrana (hi) (1961) - Geeta
- Mansala Pankh Astat (1961)
- Amrit Manthan (1961)
- Gharni Shobha (1963)
- Gehra Daag (en) (1963) - Usha
- Bawarchi (en) (1972) - Shobha Sharma
- Badi Maa (1974)
- Chupke Chupke (en) (1975) - Sumitra Sharma
- Mili (en) (1975) - Sharda Khanna
- Lage Bandhe (1979)
- Fatakadi (1980) - Laxmi Narayan
- Chambal Ki Kasam (en) (1980) - Jamuna Devi
- Samraat (en) (1982) - Mme Chawla
- Mehndi (1983) - Mère de Gautam
- Bahurani (en) (1989) - Mrs. Laxmi Chaudhary (Mère d'Amit - Non créditée)
- Pranali: The Tradition (2008) - Femme sur la route
- Bajrangi Bhaijaan (2015) - Mère de Groom Mother (Dernier rôle)